# 柯茂竹
柯茂竹（1556年—？），字繩希，號堯叟，福建興化府莆田縣人，民籍，明朝政治人物。

## 生平
受學於福建按察司副使胡定與福建按察使徐中行。萬曆七年（1579年）己卯科福建鄉試第六十八名舉人，十一年（1583年）中式癸未科會試第九十一名，三甲第四十五名進士。大理寺觀政，授廣東海陽縣知縣，體弱善病，復以勤於政事，卒於官。

## 著作
著有《柯論》六卷、《柯亭詩文初稿》四卷。

## 家族
曾祖柯英，徽州府知府；祖父柯維騏，南京戶部主事；父柯植。母黃氏。嚴侍下。